# Campeonato de España de Ciclismo en Ruta 1897
El I Campeonato de España de Ciclismo en Ruta (llamada Gran Premio de la UVE) se disputó en Ávila el 11 de abril de 1897 sobre un recorrido de 100 kilómetros. En esa época, el Campeonato de España no tenía este nombre como tal sino que era conocido como el Gran Premio de la asociación que lo organizaba, la  Unión Velocipédica Española.  
El ganador de la prueba fue José Bento Pessoa, que se impuso en solitario en la línea de llegada. Juan Sugranes y Clemente Fabián completaron el podio.

## Clasificación final
| Pos. | Ciclista          | Equipo | Tiempo      |
| ---- | ----------------- | ------ | ----------- |
| 1.   | José Bento Pessoa | -      | 3h. 38'31"" |
| 2.   | Juan Sugranes     | -      | -           |
| 3.   | Clemente Fabián   | -      | a 17'20"    |